# 35007

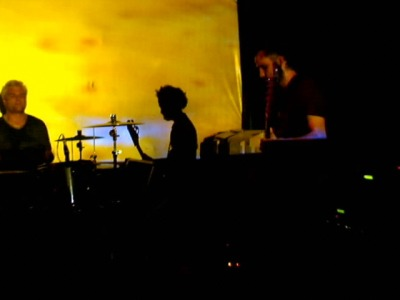
Live in Weinheim 2002

35007 (gesprochen Loose; in der Notation eines umgedrehten Taschenrechners) war eine niederländische Space-Rock-Band, die beim Hamburger Independent-Label Stickman Records unter Vertrag stand.

## Geschichte
Gegründet wurde die Band Ende der 1980er Jahre in Eindhoven. Sie bestand anfangs aus den Mitgliedern Eeuwout Baart (Gesang), Mark Sponselee (Gitarre und Synthesizer), Bertus Fridael (Gitarre) sowie Jacco van Rooy (Schlagzeug). Das Debütalbum Especially for You erschien auf dem kleinen Label Lazy Eye, das inzwischen nicht mehr existiert. Die Auflage betrug zwar 500 Exemplare, wurde aber durch einen Produktionsfehler auf 100 verringert.
Im Jahr 1997 verließen Eeouwout Baart und Jacco van Rooy die Band. Im selben Jahr wurde der Band auch der Tourbus mitsamt der Ausrüstung gestohlen, so dass sie sich mit Leihgaben anderer Musiker über Wasser halten musste. Sander Evers ersetzte Jacco van Rooy, während die Band ohne einen Sänger verblieb. Die Alben Sea of Tranquility, Liquid sowie Phase V sind deshalb reine Instrumentalalben.
Am 30. Dezember 2012 starb Mark Sponselee an den Folgen einer Lungenentzündung.

## Auftreten
Die Auftritte der Bands wurden von visuellen Effekten unterstützt, wozu das Zeigen von psychedelisch wirkenden Videosequenzen auf der Bühne gehörte. Die Website der Band, die eine Abwandlung des NASA-Logos nutzte, war aufgebaut wie ein interstellares Reisebüro.

## Diskografie
- 1994: Especially for You (Lazy Eye)
- 1997: 35007 – Loose (auch bekannt als „Into the Void We Travelled“, Stickman Records)
- 2001: Sea of Tranquility (EP, Stickman Records)
- 2002: Liquid (Stickman Records)
- 2005: Phase V (2012 auf Vinyl wiederveröffentlicht, Stickman Records)